# Sclerochilus hicksi
Sclerochilus hicksi is een mosselkreeftjessoort uit de familie van de Bythocytheridae. De wetenschappelijke naam van de soort is voor het eerst geldig gepubliceerd in 1987 door Athersuch & Horne.